# Ловен резерват Селъс
Ловен резерват „Селъс“ е най-голямата защитена територия в Танзания и в цяла Африка.
Има статут на резерват. Площта му е 54 600 км², което е около 5 % от територията на страната. През парка минава река Руфиджи. Животинският свят се съставлява от типичните обитатели на саваната – слон, хипопотам, жираф, лъв, леопард, крокодил и др.
През резервата минава границата между ареалите на 2 вида антилопа гну, там е най-южното местообитане на жираф масаи. На територията му се наблюдават над 350 вида птици и над 2000 вида растения.
Паркът е създаден през 1905 г. като ловен резерват. Наименуван е на ловеца Фредерик Кортни Селъс, изучавал местния животински свят, помогнал за запазването на биоразнообразието в региона, загинал по време на Първата световна война през 1917 г.